# نيمان غرودنو
نادي نيمان غرودنو لكرة القدم (بالبيلاروسية: ФК Нёман Гродна) نادي كرة قدم بيلاروسي يلعب في الدوري البيلاروسي الممتاز. تم تأسيس النادي في عام 1964.

## روابط خارجية
- FC Neman Grodno